# KEIRINグランプリ2000
KEIRINグランプリ2000（けいりんグランプリにせん）は2000年12月30日<土>に立川競輪場（東京都立川市）で開催されたKEIRINグランプリである。優勝賞金7000万円。

## 出場選手
| 車番 | 選手       | 登録地 | 選考理由                              |
| ---- | ---------- | ------ | ------------------------------------- |
| 1    | 太田真一   | 埼玉   | KEIRINグランプリ'99優勝               |
| 2    | 金古将人   | 福島   | 第16回全日本選抜競輪優勝              |
| 3    | 山田裕仁   | 岐阜   | 賞金獲得額第2位                       |
| 4    | 小嶋敬二   | 石川   | 賞金獲得額第8位                       |
| 5    | 岡部芳幸   | 福島   | 第53回日本選手権競輪優勝              |
| 6    | 池尻浩一   | 福岡   | 賞金獲得額第6位                       |
| 7    | 神山雄一郎 | 栃木   | 第9回寬仁親王牌優勝・第42回競輪祭優勝 |
| 8    | 金子真也   | 群馬   | 第51回高松宮記念杯競輪優勝            |
| 9    | 児玉広志   | 香川   | 第43回オールスター競輪優勝            |

- 誘導員 - 川口満宏
- 補欠選手は小橋正義（新潟）[1]

## 競走内容
当時の競輪界のスターであった吉岡稔真の他、南関東勢の選手が不出場であったものの、関東の神山雄一郎らが出場した。

## 競走結果
| 着順 | 選手       | 決まり手 |
| ---- | ---------- | -------- |
| 1    | 児玉広志   | 差       |
| 2    | 岡部芳幸   | 差       |
| 3    | 金古将人   |          |
| 4    | 山田裕仁   |          |
| 5    | 神山雄一郎 |          |
| 6    | 池尻浩一   |          |
| 7    | 金子真也   |          |
| 8    | 太田真一   |          |
| 9    | 小嶋敬二   |          |

### 配当金額
| 車番二連勝単式 | 9-5 | 8,250円 |
| 枠番二連勝複式 | 4-6 | 1,580円 |

## エピソード
- GP出場選手ユニフォームは、前年に続きコシノジュンコによる各選手1コンセプトのデザインながら、それぞれ6基調色（各枠色）を用意してレース時に車番を分かりやすく改善された。着用期間はグランプリ翌年の日本選手権競輪から11月の全日本選抜競輪まで。
  - 太田 -
  - 金古 - ドラゴン
  - 山田 - 無限の可能性をもつ精密機械
  - 神山 - 天空の戦い
  - 岡部 - 空から舞い降りる黄金の鷲
  - 池尻 - 鎧
  - 小嶋 - 宇宙
  - 金子 - 爆発
  - 児玉 - 一角獣

- 地上波中継は、テレビ東京《TXN系列 全18局ネット》が放送。

- 売上は、85億6746万9500円[3]。目標の95億円には、届かなかった。

- シリーズ全体の目標額は200億円だったが、シリーズ三日間の売り上げは181億7307万9500円と目標を大きく下回った。

### 競走データ
- ゴール線通過後、岡部がガッツポーズを数回行う。しかし長い写真判定の結果、6回目出場の児玉が初優勝。確定後、児玉がバンクに現れガッツポーズを連発、スタンドのファンから「児玉」コールを受けた。真冬のさなか上半身裸で[4]、レーサーにまたがりウイニングラン[5]。声援に応えた。